# Deutsche Cadre-71/2-Meisterschaft 1977/78

Veranstaltungsort: Essen

Die Deutsche Cadre-71/2-Meisterschaft 1977/78 ist eine Billard-Turnierserie und fand vom 13. bis zum 16. Oktober 1977 in Essen zum 30. Mal statt.

## Geschichte
Der aktuelle Weltmeister in dieser Disziplin des Billardsports, Dieter Müller, zeigte in Essen seine Extraklasse und gewann seinen insgesamt 22. deutschen Meistertitel. In seiner Spezialdisziplin verbesserte er hierbei auch alle deutschen Rekorde. Die neuen Bestleistungen lauteten im GD 75,00, im BED 300,00 und in der prolongierten HS 311. Insgesamt stand das Turnier auf einem sehr hohem Niveau, was der in Deutschland noch nie erreichte Turnierdurchschnitt von 22,98 beweist. Viele Akteure erreichten neue persönliche Bestleistungen. Platz zwei ging an Klaus Hose vor Dieter Wirtz, der Dritter wurde.

## Modus
Gespielt wurde in zwei Vorrundengruppen à 5 Spieler. Die besten drei jeder Gruppe qualifizierten sich für die Endrunde. Das ganze Turnier wurde bis 300 Punkte gespielt.
Die Endplatzierung ergab sich aus folgenden Kriterien:
1. Matchpunkte
2. Generaldurchschnitt (GD)
3. Bester Einzeldurchschnitt (BED)
4. Höchstserie (HS)

## Teilnehmer (nach Ausgangsklassement)
1. Dieter Müller (Billardakademie Berlin) (GD 45,08) (Titelverteidiger)
2. Dieter Wirtz (Düsseldorfer Billardfreunde 54) (GD 21,98)
3. Peter Sporer (BSV München) (GD 19,49)
4. Klaus Hose (DBC Bochum 1926) (GD 30,00)
5. Norbert Ohagen (BSV Velbert) (GD 22,38)
6. Thomas Wildförster (BSV Velbert) (GD 22,38)
7. Otto Walraf (Kölner BC 1908) (GD 16,53)
8. Günter Siebert (BC „Pack'n an“ Hattingen) (GD 15,00)
9. Wolfgang Zenkner (BSV München) (GD 11,13)
10. Fritz Günther (BA Saar 05 Saarbrücken) (GD 10,90)

## Vorrunde
| MP    | Match Points (Sieger = 2; Unentschieden = 1; Verlierer = 0) |
| Pkte. | Erzielte Karambolagen                                       |
| Aufn. | Benötigte Versuche                                          |
| GD    | Generaldurchschnitt                                         |
| BED   | Bester Einzeldurchschnitt eines Spielers                    |
| HS    | Höchstserie                                                 |
|       | Bester GD des Turniers                                      |
|       | Bester ED des Turniers                                      |
|       | Beste HS des Turniers                                       |
|       | 1. Platz (Gold)                                             |
|       | 2. Platz (Silber)                                           |
|       | 3. Platz (Bronze)                                           |

| Platz                      | Name             | MP  | Pkte. | Aufn. | GD    | BED    | HS  |
| -------------------------- | ---------------- | --- | ----- | ----- | ----- | ------ | --- |
| 1                          | Dieter Müller    | 8:0 | 1200  | 19    | 63,15 | 150,00 | 255 |
| 2                          | Klaus Hose       | 6:2 | 1090  | 45    | 24,22 | 25,00  | 182 |
| 3                          | Wolfgang Zenkner | 4:4 | 1075  | 35    | 30,71 | 42,85  | 191 |
| 4                          | Norbert Ohagen   | 2:6 | 737   | 32    | 23,03 | 30,00  | 131 |
| 5                          | Günter Siebert   | 0:8 | 532   | 37    | 14,37 | –      | 66  |
| Gruppendurchschnitt: 27,58 |                  |     |       |       |       |        |     |

| Platz                      | Name            | MP  | Pkte. | Aufn. | GD    | BED    | HS  |
| -------------------------- | --------------- | --- | ----- | ----- | ----- | ------ | --- |
| 1                          | Dieter Wirtz    | 8:0 | 1200  | 44    | 27,27 | 150,00 | 188 |
| 2                          | Th. Wildförster | 6:2 | 1063  | 22    | 48,31 | 50,00  | 194 |
| 3                          | Peter Sporer    | 4:4 | 1005  | 63    | 15,95 | 14,28  | 87  |
| 4                          | Otto Walraf     | 1:7 | 595   | 70    | 8,50  | 9,37   | 41  |
| 5                          | Fritz Günther   | 1:7 | 541   | 77    | 7,02  | 9,37   | 66  |
| Gruppendurchschnitt: 15,95 |                 |     |       |       |       |        |     |

## Endrunde

### 5. Spielrunde
| Name               | MP  | Pkte. | Aufn. | GD     | BED    | HS  |
| ------------------ | --- | ----- | ----- | ------ | ------ | --- |
| Klaus Hose         | 2:0 | 300   | 2     | 150,00 | 150,00 | 168 |
| Thomas Wildförster | 0:2 | 6     | 2     | 3,00   | –      | 5   |

| Name             | MP  | Pkte. | Aufn. | GD    | BED   | HS  |
| ---------------- | --- | ----- | ----- | ----- | ----- | --- |
| Dieter Wirtz     | 2:0 | 300   | 10    | 30,00 | 30,00 | 106 |
| Wolfgang Zenkner | 0:2 | 282   | 10    | 28,20 | –     | 117 |

| Name          | MP  | Pkte. | Aufn. | GD     | BED    | HS  |
| ------------- | --- | ----- | ----- | ------ | ------ | --- |
| Dieter Müller | 2:0 | 300   | 3     | 100,00 | 100,00 | 187 |
| Peter Sporer  | 0:2 | 33    | 3     | 11,00  | –      | 115 |

### 6. Spielrunde
| Name         | MP  | Pkte. | Aufn. | GD    | BED   | HS |
| ------------ | --- | ----- | ----- | ----- | ----- | -- |
| Klaus Hose   | 2:0 | 300   | 8     | 37,50 | 37,50 | 91 |
| Dieter Wirtz | 0:2 | 169   | 8     | 21,12 | –     | 91 |

| Name             | MP  | Pkte. | Aufn. | GD    | BED   | HS |
| ---------------- | --- | ----- | ----- | ----- | ----- | -- |
| Wolfgang Zenkner | 2:0 | 300   | 7     | 42,85 | 42,85 | 93 |
| Peter Sporer     | 0:2 | 69    | 7     | 9,71  | –     | 33 |

| Name               | MP  | Pkte. | Aufn. | GD    | BED   | HS  |
| ------------------ | --- | ----- | ----- | ----- | ----- | --- |
| Dieter Müller      | 2:0 | 300   | 5     | 60,00 | 60,00 | 144 |
| Thomas Wildförster | 0:2 | 132   | 5     | 26,40 | –     | 78  |

### 7. Spielrunde
| Name               | MP  | Pkte. | Aufn. | GD    | BED   | HS  |
| ------------------ | --- | ----- | ----- | ----- | ----- | --- |
| Thomas Wildförster | 2:0 | 300   | 12    | 25,00 | 25,00 | 123 |
| Wolfgang Zenkner   | 0:2 | 255   | 12    | 21,25 | –     | 79  |

| Name         | MP  | Pkte. | Aufn. | GD    | BED   | HS  |
| ------------ | --- | ----- | ----- | ----- | ----- | --- |
| Klaus Hose   | 2:0 | 300   | 8     | 37,50 | 37,50 | 223 |
| Peter Sporer | 0:2 | 96    | 8     | 12,00 | –     | 33  |

| Name          | MP  | Pkte. | Aufn. | GD     | BED    | HS  |
| ------------- | --- | ----- | ----- | ------ | ------ | --- |
| Dieter Müller | 2:0 | 300   | 1     | 300,00 | 300,00 | 300 |
| Dieter Wirtz  | 0:2 | 2     | 1     | 2,00   | –      | 2   |

## Abschlusstabelle
| Klassement                 | Klassement         | Klassement | Klassement | Klassement | Klassement | Klassement | Klassement | Klassement |
| Platz                      | Name               | MP         | Pkte.      | Aufn.      | GD         | BED        | HS         |            |
| -------------------------- | ------------------ | ---------- | ---------- | ---------- | ---------- | ---------- | ---------- | ---------- |
| 1                          | Dieter Müller      | 14:0       | 2100       | 28         | 75,00      | 300,00     | 311        |            |
| 2                          | Klaus Hose         | 12:2       | 1990       | 63         | 31,58      | 150,00     | 223        |            |
| 3                          | Dieter Wirtz       | 10:4       | 1671       | 63         | 26,52      | 150,00     | 188        |            |
| 4                          | Thomas Wildförster | 8:6        | 1501       | 41         | 36,60      | 50,00      | 194        |            |
| 5                          | Wolfgang Zenkner   | 6:8        | 1912       | 64         | 29,87      | 42,85      | 191        |            |
| 6                          | Peter Sporer       | 4:10       | 1202       | 81         | 14,83      | 14,28      | 87         |            |
| 7                          | Norbert Ohagen     | 2:6        | 737        | 32         | 23,03      | 30,00      | 131        |            |
| 8                          | Otto Walraf        | 1:7        | 595        | 70         | 8,50       | 9,37       | 41         |            |
| 9                          | Fritz Günther      | 1:7        | 541        | 77         | 7,02       | 9,37       | 66         |            |
| 10                         | Günter Siebert     | 0:8        | 532        | 37         | 14,37      | –          | 66         |            |
| Turnierdurchschnitt: 22,98 |                    |            |            |            |            |            |            |            |